# Stelis microcaulis
Stelis microcaulis är en orkidéart som beskrevs av João Barbosa Rodrigues. Stelis microcaulis ingår i släktet Stelis och familjen orkidéer. Inga underarter finns listade i Catalogue of Life.

## Bildgalleri

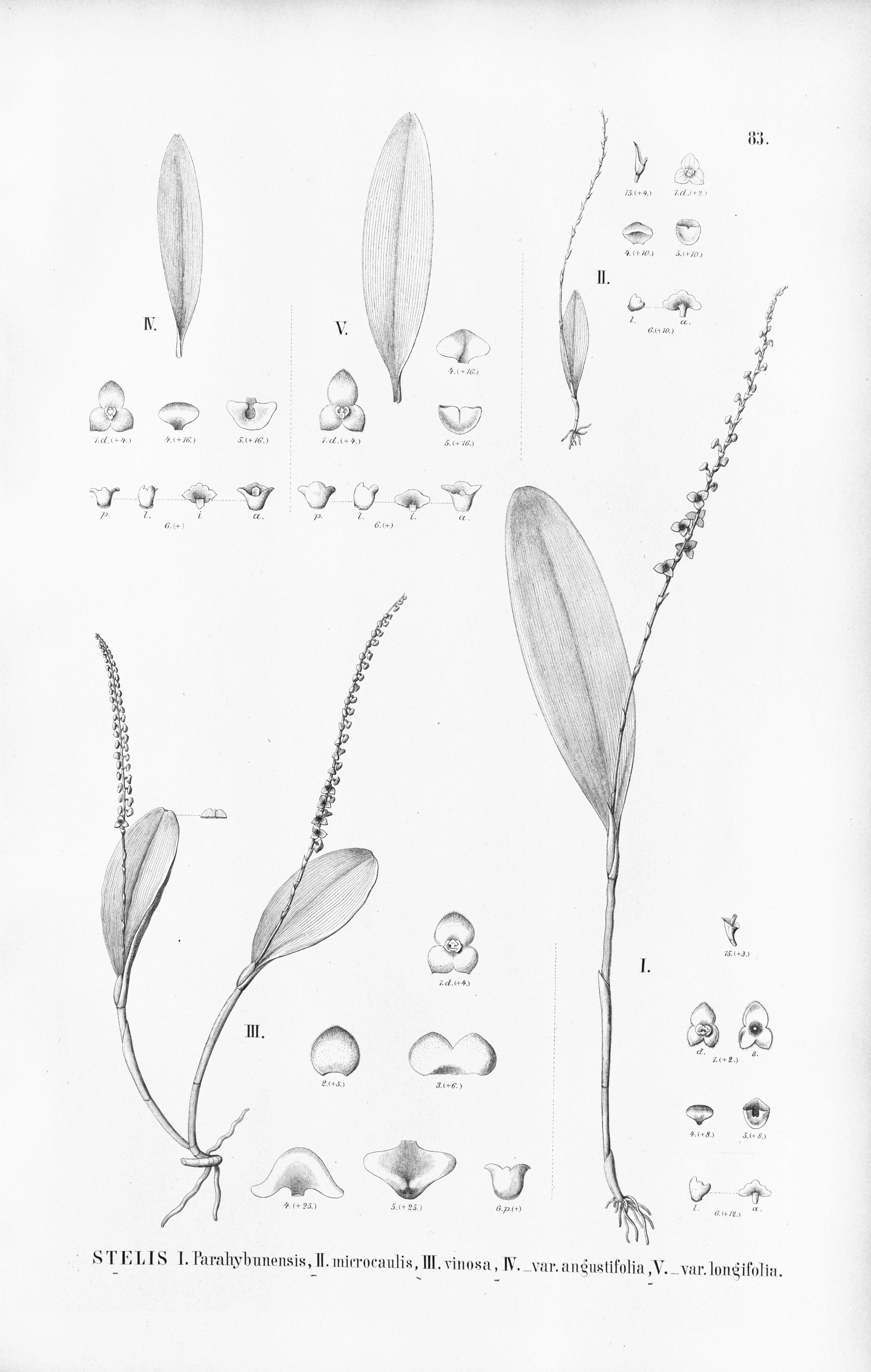